# Julie Bauer
Julie Bauer, geborene Stähle, (* 22. Juni 1879 in Spindelbach, Württemberg, heute Schrozberg; † 30. Oktober 1968 in Karlsruhe) war eine deutsche Fotografin.

## Leben und Wirken
Julie Bauer heiratete 1900 den Fotografen Wilhelm Bauer, mit dem sie im Familienbetrieb ihres Schwiegervaters Carl Bauer tätig war. Dort erlernte sie das fotografische Handwerk. 1906 legte sie in als eine von zwei Frauen unter 50 Kursteilnehmern die Prüfung zur Fotografenmeisterin im Kurs der Lehr- und Versuchsanstalt für Photographie in München ab. Zu diesem Zeitpunkt erwartete sie bereits ihr drittes Kind. Sie gründete ein eigenes Atelier in der Moltkestraße 83, das zur Porträtfotografie genutzt wurde. Wahrscheinlich war sie die erste Fotografenmeisterin in Baden.
Wilhelm Bauer leitete nach dem Tod seines Vaters 1904 dessen Betrieb, trennte sich dann aber davon und zog ebenfalls in die Moltkestraße. Das Geschäft lief gut, das Paar teilte sich die Aufgaben: Wilhelm übernahm die Außenaufträge, Julie porträtierte Kinder, Hochzeitspaare, Offiziere, Schauspieler und die großherzogliche Familie im Atelier.
Der Sohn Erich Bauer (später bekannter Fotograf in Karlsruhe) und die jüngste Tochter Leny erlernten den elterlichen Beruf. 1947 starb Wilhelm Bauer und Julie führte das Geschäft weiter. Erst mit 86 Jahren zog sie sich 1965 zurück, die Schwiegertochter Luise Maria Bauer führte es weiter mit angestellten Fotografinnen. Seit 1996 ist dort die Fotografin Sigrid Sieber aktiv.

## Preise
1933 bekam sie auf der Weltausstellung in Chicago für den Bromölumdruck eines weinenden Kindes einen Preis.
Auf der Ausstellung „Photo 59“ in Frankfurt am Main 1959 erhielt sie vom „Centralverband des Deutschen Photographenhandwerks“ eine Medaille für zwei ihrer Porträts.